# Robert Livingston il Vecchio
Robert Livingston il Vecchio (Ancrum, 13 dicembre 1654 – 1º ottobre 1728) è stato un imprenditore scozzese.

## Biografia
Nacque nel villaggio di Ancrum, vicino a Jedburgh, nella contea di Roxburgh, in Scozia, uno dei sette figli del reverendo John Livingston. Lui e suo padre erano discendenti lineari da William Livingston, quarto Lord Livingston (morto nel 1518), antenato dei conti di Linlithgow e Callendar e ministro della Chiesa di Scozia. 
Nel 1663, suo padre fu mandato in esilio a causa della sua resistenza ai tentativi di trasformare la chiesa nazionale presbiteriana in un'istituzione episcopale. La famiglia in esilio si stabilì a Rotterdam, dove lavorarono insieme ai commercianti inglesi. Robert apprese a parlare fluentemente la lingua olandese, il che lo aiutò notevolmente nella sua successiva carriera a New York e nel New Jersey.

## Carriera
Dopo la morte di suo padre nel 1673, Robert Livingston tornò in Scozia. In seguito salpò per Boston per trovare fortuna. Il padre di Livingston era ben noto ai puritani di Boston, e un commerciante lo aiutò ad intraprendere una impresa commerciale ad Albany, New York. Con le sue abilità commerciali e linguistiche, nell'agosto 1675 divenne segretario di Nicholas Van Rensselaer, direttore di Rensselaerswyck.
Nominato impiegato della città e della contea di Albany, Livingston riscosse una commissione per ogni documento legale registrato. Con Pieter Schuyler, guidò l'opposizione di Albany alla ribellione di Leisler. Ha servito come segretario per gli affari indiani (1695-1728). Fu eletto ripetutamente nell'assemblea provinciale di New York (1709-1711 e 1716-1725) e fu eletto relatore nel 1718.
Nel 1696, Livingston finanziò il viaggio privato del capitano William Kidd sulla Adventure Galley.

### Livingston Manor
Attraverso l'influenza del governatore Thomas Dongan, e confermato dalla carta reale di Giorgio I di Gran Bretagna nel 1715, Robert Livingston ottenne un brevetto per 160.000 acri (650 km²) lungo il fiume Hudson a sud di Albany; questo sarebbe diventato noto come Livingston Manor. Offrì terra su entrambi i lati del fiume per essere temporaneamente utilizzato come campi di lavoro per i rifugiati palatini tedeschi, che dovevano raccogliere legname e produrre depositi navali per la marina inglese. Quasi 3.000 tedeschi rifugiati arrivarono a Manhattan nel 1710, su dieci navi da Londra. Lavorarono per anni nei campi per ripagare il loro passaggio, prima di ottenere la terra nelle valli Mohawk e Schoharie. Livingston ha realizzato un sostanziale profitto vendendo forniture ai campi di lavoro ed è stato pagato dal governo coloniale inglese.
Il suo testamento prevedeva l'istituzione della Livingston Memorial Church e del cimitero. La chiesa originale del 1721 fu sostituita da un'altra costruita alla fine del XIX secolo. Le sepolture nel cimitero cessarono nel 1890. La chiesa e il suolo furono elencati nel Registro nazionale dei luoghi storici nel 1985.
Prima di affidare la maggior parte della proprietà al figlio maggiore, Robert Livingston ha lasciato in eredità circa 13.000 acri al suo terzo figlio e omonimo, Robert. Il giovane sviluppò la proprietà come tenuta nota come "Clermont". Ora è riconosciuto come sito storico statale. 

## Matrimonio
Nel 1679 sposò Alida Schuyler (1656–1727), figlia di Philip Pieterse Schuyler e vedova di Nicholas Van Rensselaer. Grazie a questa unione Livingston ha accumulato una delle più grandi fortune nella New York del XVII secolo. Ebbero nove figli:
- Johannes Livingston (1680-1720), sposò in prime nozze Mary Winthrop[4][5] e in seconde nozze Elizabeth Knight[3][6];
- Margaret Livingston (1681–1758), sposò Samuel Vetch[7][8];
- Joanna Philipina Livingston (1683–1689)[3];
- Philip Livingston (1686–1749), sposò Catherine Van Brugh[3];
- Robert Livingston (1688–1775), sposò Margaret Howarden[3];
- Hubertus "Gilbert" Livingston (1690–1746), sposò Cornelia Beekman[9];
- William Livingston (1692–1692)[3];
- Joanna Livingston (1694–1734), sposò Cornelius Gerrit Van Horne[10];
- Catherine Livingston (1698–1699)[3].

Molti americani discendono dalla famiglia Livingston, tra cui George W. Bush, l'intera famiglia Fish e Kean, la First Lady Eleanor Roosevelt, la First Lady di New York Anna Morton, gli attori Montgomery Clift e Michael Douglas, l'attrice Jane Wyatt, il poeta Robert Lowell, il direttore della fotografia Floyd Crosby e suo figlio David Crosby, l'autore Wolcott Gibbs e quasi l'intera famiglia Astor.